# 코르넬리우 젤레아 코드레아누
코르넬리우 젤레아 코드레아누(Corneliu Zelea Codreanu, 1899년 9월 13일 ~ 1938년 11월 30일)는 루마니아의 파시스트이자 전위조국당의 창시자, 지도자였다.

## 생애
루마니아의 교사의 아들로 태어난 그는 1923년에 루마니아의 파시즘 정당인 국민기독교방위동맹에 가입했다. 1927년 7월 24일에 그는 대천사 미카엘 군단을 창단하였고 1930년 3월 철위대라는 준군사조직을 창설하였다. 1935년 6월에는 대천사 미카엘 군단의 명칭을 전위조국당으로 바꾼다.
코르넬리우 젤레아 코드레아누는 당시 1933년 참모총장인 이온 안토네스쿠와 가까워졌다. 안토네스쿠는 참모총장이라는 자신의 지위를 이용하여 보안부대로부터 수집한 각정 정보를 코드레아누에게 제공하였다.
1937년 루마니아 총선 결과 어떠한 정당도 확고한 우위를 차지하지 못하였지만 카롤 2세는 극우 세력인 국기기독당의 옥타비안 고가를 루마니아 총리로 임명하고 파시즘 내각을 구성하였다. 고가 내각이 제일 처음 시행한 정책은 반유대주의에 관한 정책이었다. 고가의 이러한 정책은 철위대의 지도자 코드레아누의 영향력을 증대시키는 결과를 가져왔고, 고가는 코드레아누를 정보통신부 장관으로 임명하였다.
국가기독당의 고가와 철위대의 코드레아누의 연정이었던 고가 내각은 국왕 카롤 2세가 친정을 선포함으로써 막을 내렸다. 1938년 고가 총리가 사망하자 안토네스쿠는 코드레아누와 더욱 가까운 관계가 되었다. 안토네스쿠는 코드레아누를 자신의 절친한 친구라 말하였다. 카롤 2세의 명으로 안토네스쿠는 코드레아누에게 근위대장 직을 제안한 적이 있었다. 코드레아누는 안토네스쿠의 위치와 고가 총리와의 관계를 생각할 때 전쟁으로 이어질 것이 뻔한 이 제안을 거절하였다.
얼마 지나지 않아 처르네스쿠는 코드레아누를 반역죄로 체포하였다. 안토네스쿠는 이에 항의하는 서한을 보내고 곧이어 국방장관을 사임하였다. 안토네스쿠는 코드레아누의 친구로서 검사 앞에 나서 그를 옹호하였다. 카롤 2세는 루마니아 제3군에 명령하여 코드레아누를 베사라비아 지역 프레데알에 수감시켰다. 이후 키시너우로 이감되었다가 1938년 11월 30일 헌병대에게 총살당했다.